# Česká florbalová extraliga žen 2010/2011
Česká florbalová extraliga žen 2010/2011 byla 17. ročníkem nejvyšší ženské florbalové soutěže v Česku.
Vítězem ročníku se popáté v řadě stal tým Herbadent SJM Praha 11, znovu po porážce vicemistra předchozího ročníku, týmu FbŠ ROPRO Bohemians.
V tomto ročníku soutěže mělo dojít ke zvýšení počtu týmů z 9 na 12.
Nakonec odehrálo ročník jenom 11 týmů, protože ze třech postupujících do Extraligy, týmů Děkanka SK Praha 4, FbC Žďár nad Sázavou a SK Jihlava, se přihlásila do soutěže jen Děkanka a náhradník FBK 001 Trutnov.
Byl to první ročník Extraligy od sezóny 2005/2006, ve kterém se hrálo v play-off čtvrtfinále. První tři týmy základní části si také poprvé vybíraly do play-off soupeře z týmů na pátém až osmém místě tabulky. Na čtvrtý tým soupeř zbyl. Změnil se také systém play-down.
Před tímto ročníkem se ženský tým SSK Future spojil s týmem Elite Praha.
Výherce tohoto ročníku 1. ligy, tým FBŠ Jihlava, doplnil počet týmů na 12.

## Základní část
| Poř. | Tým                             | Z  | V  | VP | PP | P  | VG  | OG  | B  |
| ---- | ------------------------------- | -- | -- | -- | -- | -- | --- | --- | -- |
| 1.   | Herbadent SJM Praha 11          | 20 | 19 | 0  | 1  | 0  | 226 | 48  | 58 |
| 2.   | FbŠ ROPRO Bohemians             | 20 | 16 | 1  | 1  | 2  | 117 | 49  | 51 |
| 3.   | 1. SC WOOW Vítkovice            | 20 | 16 | 1  | 0  | 3  | 127 | 60  | 50 |
| 4.   | TJ JM Chodov                    | 20 | 12 | 1  | 0  | 7  | 114 | 87  | 38 |
| 5.   | PRESTIGE Management FBC Liberec | 20 | 11 | 0  | 1  | 8  | 116 | 87  | 34 |
| 6.   | Elite Praha                     | 20 | 10 | 1  | 0  | 9  | 88  | 91  | 32 |
| 7.   | FBC Remedicum Ostrava           | 20 | 8  | 1  | 0  | 11 | 95  | 104 | 26 |
| 8.   | Děkanka SK Praha 4              | 20 | 5  | 0  | 0  | 15 | 47  | 119 | 15 |
| 9.   | FBS Olomouc                     | 20 | 4  | 0  | 2  | 14 | 46  | 124 | 14 |
| 10.  | TJ Sokol Brno Židenice          | 20 | 2  | 1  | 0  | 17 | 47  | 124 | 8  |
| 11.  | FBK 001 Trutnov                 | 20 | 1  | 0  | 1  | 18 | 43  | 173 | 4  |

## Vyřazovací boje
Družstva na 1. až 4. místě si poprvé vybírala soupeře pro čtvrtfinále.

### Pavouk
|  | Čtvrtfinále            | Čtvrtfinále          |                        |   | Semifinále | Semifinále |  |  | Finále | Finále |
|  |                        |                      |                        |   |            |            |  |  |        |        |
|  |                        |                      |                        |   |            |            |  |  |        |        |
|  | Herbadent SJM Praha 11 | 3                    |                        |   |            |            |  |  |        |        |
|  | Herbadent SJM Praha 11 | 3                    |                        |   |            |            |  |  |        |        |
|  | Děkanka SK Praha 4     | 0                    |                        |   |            |            |  |  |        |        |
|  | Děkanka SK Praha 4     | 0                    | Herbadent SJM Praha 11 | 3 |            |            |  |  |        |        |
|  |                        |                      | Herbadent SJM Praha 11 | 3 |            |            |  |  |        |        |
|  |                        | FBC Liberec          | 0                      |   |            |            |  |  |        |        |
|  | TJ JM Chodov           | FBC Liberec          | 0                      | 2 |            |            |  |  |        |        |
|  | TJ JM Chodov           |                      |                        | 2 |            |            |  |  |        |        |
|  | FBC Liberec            | 3                    |                        |   |            |            |  |  |        |        |
|  | FBC Liberec            | 3                    | Herbadent SJM Praha 11 | 3 |            |            |  |  |        |        |
|  |                        |                      | Herbadent SJM Praha 11 | 3 |            |            |  |  |        |        |
|  |                        | FbŠ ROPRO Bohemians  | 0                      |   |            |            |  |  |        |        |
|  | FbŠ ROPRO Bohemians    | FbŠ ROPRO Bohemians  | 0                      | 3 |            |            |  |  |        |        |
|  | FbŠ ROPRO Bohemians    |                      |                        | 3 |            |            |  |  |        |        |
|  | Elite Praha            | 0                    |                        |   |            |            |  |  |        |        |
|  | Elite Praha            | 0                    | FbŠ ROPRO Bohemians    | 3 |            |            |  |  |        |        |
|  |                        |                      | FbŠ ROPRO Bohemians    | 3 |            |            |  |  |        |        |
|  |                        | 1. SC WOOW Vítkovice | 0                      |   |            |            |  |  |        |        |
|  | 1. SC WOOW Vítkovice   | 1. SC WOOW Vítkovice | 0                      | 3 |            |            |  |  |        |        |
|  | 1. SC WOOW Vítkovice   |                      |                        | 3 |            |            |  |  |        |        |
|  | FBC Remedicum Ostrava  | 0                    |                        |   |            |            |  |  |        |        |
|  | FBC Remedicum Ostrava  | 0                    |                        |   |            |            |  |  |        |        |

### Čtvrtfinále
Herbadent SJM Praha 11 – Děkanka SK Praha 4 3 : 0 na zápasy – Zpráva
- 15. 3. 2011 17:00, Herbadent – Děkanka 11 : 0 (3:0, 6:0, 2:0)
- 16. 3. 2011 13:33, Herbadent – Děkanka 11 : 1 (4:0, 3:0, 4:1)
- 12. 3. 2011 17:00, Děkanka – Herbadent 12 : 5 (0:0, 1:3, 1:2)

FbŠ ROPRO Bohemians – Elite Praha 3 : 0 na zápasy – Zpráva
- 15. 3. 2011 19:00, Bohemians – Elite 16 : 1 (1:0, 1:1, 4:0)
- 16. 3. 2011 14:00, Bohemians – Elite 10 : 1 (1:0, 6:1, 3:0)
- 12. 3. 2011 18:00, Elite – Bohemians 14 : 8 (2:1, 2:1, 0:6)

1. SC WOOW Vítkovice – FBC Remedicum Ostrava 3 : 0 na zápasy – Zpráva
- 15. 3. 2011 19:15, Vítkovice – Ostrava 17 : 3 (0:1, 5:1, 2:1)
- 16. 3. 2011 14:00, Vítkovice – Ostrava 10 : 6 (1:2, 3:2, 6:2)
- 11. 3. 2011 20:00, Ostrava – Vítkovice 13 : 5 (1:3, 1:2, 1:0)

TJ JM Chodov – PRESTIGE Management FBC Liberec 2 : 3 na zápasy – Zpráva
- 15. 3. 2011 19:30, Chodov – Liberec 4 : 6 (3:1, 0:1, 1:4)
- 16. 3. 2011 15:30, Chodov – Liberec 6 : 5 (3:3, 2:0, 1:2)
- 12. 3. 2011 16:33, Liberec – Chodov 7 : 4 (3:0, 2:2, 2:2)
- 13. 3. 2011 18:30, Liberec – Chodov 2 : 3 (0:1, 1:0, 1:2)
- 16. 3. 2011 19:00, Chodov – Liberec 2 : 4 (2:1, 0:1, 0:2)

### Semifinále
Herbadent SJM Praha 11 – PRESTIGE Management FBC Liberec 3 : 0 na zápasy (11:3, 5:0, 6:2) – Zpráva
- 19. 3. 2011 18:00, Herbadent – Liberec 11 : 3 (3:1, 2:1, 6:1)
- 20. 3. 2011 18:30, Herbadent – Liberec 15 : 0 (3:0, 1:0, 1:0)
- 26. 3. 2011 19:00, Liberec – Herbadent 12 : 6 (2:3, 0:2, 0:1)

FbŠ ROPRO Bohemians – 1. SC WOOW Vítkovice 3 : 0 na zápasy (6:4, 6:2, 2:0) – Zpráva
- 19. 3. 2011 15:00, Bohemians – Vítkovice 6 : 4 (3:3, 2:0, 1:1)
- 20. 3. 2011 14:15, Bohemians – Vítkovice 6 : 2 (1:0, 3:2, 2:0)
- 26. 3. 2011 18:30, Vítkovice – Bohemians 0 : 2 (0:1, 0:1, 0:0)

### Finále
Herbadent SJM Praha 11 – FbŠ ROPRO Bohemians 3 : 0 na zápasy (5:1, 4:2, 3:2) – Zpráva
- 2. 4. 2011 15:00, Herbadent – Bohemians 5 : 1 (2:1, 2:0, 1:0)
- 3. 4. 2011 13:00, Herbadent – Bohemians 4 : 2 (0:0, 3:1, 1:1)
- 9. 4. 2011 20:00, Bohemians – Herbadent 2 : 3 (1:1, 1:2, 0:0)

### Konečná tabulka
| Pořadí           | Tým                             |
| ---------------- | ------------------------------- |
| Zlatá medaile    | Herbadent SJM Praha 11          |
| Stříbrná medaile | FbŠ ROPRO Bohemians             |
| Bronzová medaile | 1. SC WOOW Vítkovice            |
| 4.               | PRESTIGE Management FBC Liberec |
| 5.               | TJ JM Chodov                    |
| 6.               | Elite Praha                     |
| 7.               | FBC Remedicum Ostrava           |
| 8.               | Děkanka SK Praha 4              |

## Boje o udržení
Týmy hrály systémem každý s každým tři zápasy.
- 15. 3. 2011 20:00, Olomouc – Trutnov 7 : 4 (3:1, 3:1, 1:2)
- 16. 3. 2011 16:00, Olomouc – Židenice 4 : 3p (1:0, 0:2, 2:1, 1:0)
- 12. 3. 2011 14.00, Trutmov – Židenice 4 : 3 (3:2, 1:0, 0:1)
- 13. 3. 2011 16:00, Trutnov – Olomouc 1 : 2 (0:0, 1:1, 0:1)
- 20. 3. 2011 16:00, Židenice – Trutnov 6 : 4 (2:2, 3:1, 1:1)
- 26. 3. 2011 20.30, Olomouc – Trutnov 8 : 4 (2:2, 3:0, 3:2)
- 27. 3. 2011 15:00, Olomouc – Židenice 4 : 3p (1:2, 1:0, 1:1, 1:0)
- 12. 4. 2011 15:20, Židenice – Trutnov 4 : 5 (2:1, 0:3, 2:1)
- 13. 4. 2011 10:10, Židenice – Olomouc 2 : 8 (1:0, 1:3, 0:5)

| Poř. | Tým                    | Z | V | VP | PP | P | VG | OG | B  |
| ---- | ---------------------- | - | - | -- | -- | - | -- | -- | -- |
| 1.   | FBS Olomouc            | 6 | 4 | 2  | 0  | 0 | 33 | 17 | 15 |
| 2.   | FBK 001 Trutnov        | 6 | 2 | 0  | 0  | 4 | 22 | 30 | 6  |
| 3.   | TJ Sokol Brno Židenice | 6 | 1 | 0  | 2  | 3 | 21 | 29 | 5  |

Poslední Židenice hrály baráž.

### Baráž
Hrál poslední tým z bojů o udržení s poraženým finalistou z první ligy.

Ve finále první ligy vyhrála FBŠ Jihlava nad FBC Asper Šumperk 2:0 na zápasy. Tým Jihlavy tak rozšířil následující ročník nejvyšší soutěže z
jedenácti na dvanáct účastníků. Šumperk musel hrát baráž.
TJ Sokol Brno Židenice – FBC Asper Šumperk 3 : 1 na zápasy – Zpráva
- 19. 4. 2011 15:30, Židenice – Šumperk 8 : 0 (4:0, 1:0, 3:0)
- 10. 4. 2011 15:30, Židenice – Šumperk 4 : 1 (0:0, 2:1, 2:0)
- 16. 4. 2011 15:05, Šumperk – Židenice 4 : 2 (2:0, 1:2, 1:0)
- 17. 4. 2011 13:00, Šumperk – Židenice 1 : 2 (0:0, 1:1, 0:0, 0:0 ts)

Židenice se zachránily v Extralize.

## Nejužitečnější hráčky
Nejužitečnějšími hráčkami Extraligy byly zvoleny:
1. Adéla Bočanová (FbŠ ROPRO Bohemians)
2. Kristýna Jílková (Herbadent SJM Praha 11)
3. Magdalena Kotíková (Herbadent SJM Praha 11)